# Acantopsis choirorhynchos
Acantopsis choirorhynchos är en fisk i familjen nissögefiskar som finns i Sydöstasien och södra Kina. Den är även en populär akvariefisk.

## Utseende
Som alla nissögefiskar är Acantopsis choirorhynchos en avlång fisk med en nedåtriktad mun, omgiven av flera skäggtömmar. Arten är fläckig i brunt och grått med en urgröpt stjärtfena. Den kan bli upp till 30 cm lång.

## Vanor
Arten lever i vattendrag med klart vatten och sand- eller grusbotten, där den gärna gräver ner sig. Förekommer även i större floder, samt i brackvatten. Under regntiden kan den migrera till översvämmade fält. Födan består av ryggradslösa djur som vattenlevande insektslarver, mindre kräftdjur och liknande, som silas från bottenmaterialet via gälarna. Åtminstone i akvarier är arten skymnings- och nattaktiv.

## Utbredning
Acantopsis choirorhynchos finns i Indien, Thailand, Malaysia, Sumatra och Java i Indonesien, Borneo, Vietnam, Myanmar, Laos samt södra Kina. Den förekommer i Mekongs och Chao Phrayas flodområden.

## Akvariefisk
Arten är lätt att hålla i ett akvarium men kräver ett mjukt, lättgrävt bottenmaterial som sand eller liknande, som den kan gräva ner sig i. Vattenkvaliteten är också viktig, och mellan 30 och 50% av vattenvolymen bör bytas per vecka. Arten är framför allt aktiv under skymning och natt, och belysningen bör därför vara dämpad. Lämplig vattentemperatur är mellan 25 och 28°C, samt ett pH mellan 6 och 7,8.

### Föda
Acantopsis choirorhynchos tar kommersiell, icke-flytande torrmat, men bör också få levande eller frusen föda som fjädermygglarver, tubifex, daphnier och saltkräftor.